# Job (Puy-de-Dôme)
Job is een gemeente in het Franse departement Puy-de-Dôme in de regio Auvergne-Rhône-Alpes. De gemeente telde 994 inwoners op 1 januari 2022.

## Geografie
De oppervlakte van Job bedroeg op 1 januari 2022 42,68 vierkante kilometer; de bevolkingsdichtheid was toen 23,3 inwoners per km².

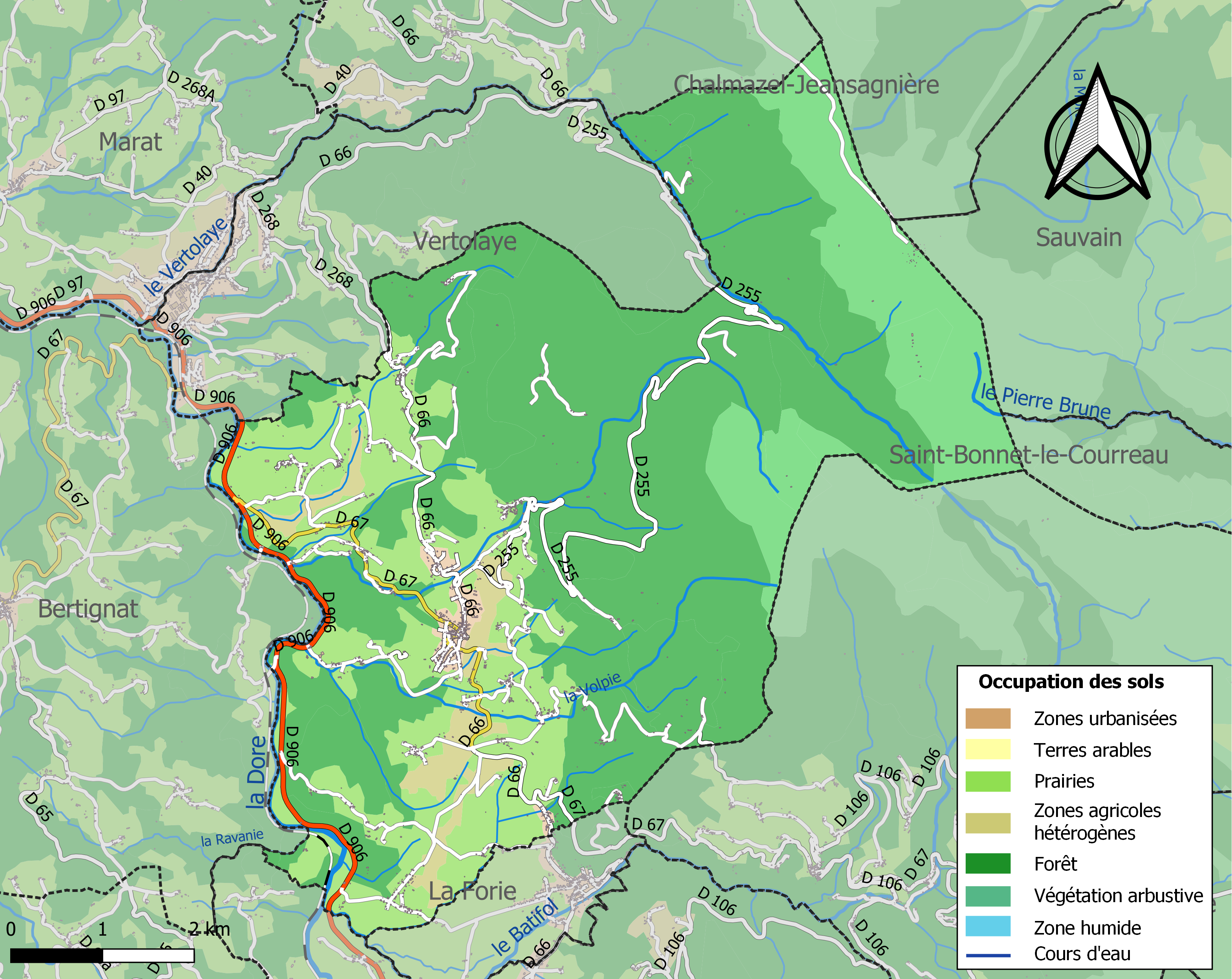
Kaart van de gemeente met belangrijkste infrastructuur, bodemgebruik en omliggende gemeenten

## Demografie
Onderstaande figuur toont het verloop van het inwonertal (bron: INSEE-tellingen).